# Pretzel Logic
Albums de Steely Dan
Countdown to Ecstasy
(1973) Katy Lied
(1975)
Pretzel Logic (1974) est le troisième album du groupe de rock américain Steely Dan.

## Présentation
Il comprend la chanson, Rikki Don't Lose That Number, qui fut le premier grand succès du groupe. L’album a été disque d’or et huitième au classement des ventes. Ce succès est assez remarquable dans la mesure où la musique est sans concessions et est très différente de la musique rock de l’époque.
En 2003, le magazine Rolling Stone le place en 385e position de son classement des 500 plus grands albums de tous les temps (en 386e position du classement 2012). Il fait partie des 1001 albums qu'il faut avoir écoutés dans sa vie.

## Titres de l’album
Compositions de Becker et Fagen, sauf indication contraire
1. Rikki Don't Lose That Number (en) - 4:30
2. Night by Night - 3:36
3. Any Major Dude Will Tell You (en) - 3:05
4. Barrytown - 3:17
5. East St. Louis Toodle-Oo (Duke Ellington, Bubber Miley) - 2:45
6. Parker's Band - 2:36
7. Through With Buzz - 1:30
8. Pretzel Logic (en) - 4:28
9. With a Gun - 2:15
10. Charlie Freak - 2:41
11. Monkey in Your Soul - 2:31

## Musiciens

### Steely Dan
- Jeff « Skunk » Baxter – Guitare
- Walter Becker – Guitare basse, Guitare, Chant
- Denny Dias – Guitare
- Donald Fagen – Clavier, Chant
- Jim Hodder – Batterie

### Autres musiciens
- Ben Benay - Guitare
- Wilton Felder - Basse
- Victor Feldman – Percussion, Clavier
- Jim Gordon - Batterie
- Plas Johnson - Saxophone
- Lew McCreary - Cor
- Ollie Mitchell - Trompette
- Michael Omartian - Clavier
- David Paich - Clavier
- Dean Parks - Guitare
- Jeff Porcaro - Batterie
- Jerome Richardson - Saxophone
- Timothy B. Schmit – Basse, Chant
- Ernie Watts - Saxophone

## Production
- Gary Katz - Producteur
- Roger Nichols – Ingénieur du son
- Daniel Levitin - Consultant
- Jimmie Haskell - Orchestration
- David Larkham - Design
- Ed Caraeff – Direction artistique, Photographie
- Raenne Rubenstein – Photo pochette